# Червеноок виреон
Червеноокият виреон (Vireo olivaceus) е вид птица от семейство Vireonidae.

## Разпространение
Видът е разпространен в Антигуа и Барбуда, Аржентина, Аруба, Бахамските острови, Барбадос, Белиз, Бермудските острови, Боливия, Бразилия, Британските Вирджински острови, Венецуела, Гватемала, Гвиана, Доминика, Еквадор, Канада, Кайманови острови, Колумбия, Коста Рика, Куба, Мартиника, Мексико, Монсерат, Малки далечни острови на САЩ, Никарагуа, Панама, Парагвай, Перу, Пуерто Рико, Салвадор, Сейнт Китс и Невис, Сейнт Лусия, Сен Пиер и Микелон, Сейнт Винсент и Гренадини, Суринам, САЩ, Тринидад и Тобаго, Търкс и Кайкос, Уругвай, Френска Гвиана, Хаити, Хондурас и Чили.